# Шарантонне (Шер)
Шарантонне́ (фр. Charentonnay) — коммуна во Франции, находится в регионе Центр. Департамент — Шер. Входит в состав кантона Сансерг. Округ коммуны — Бурж.
Код INSEE коммуны — 18053.

## География

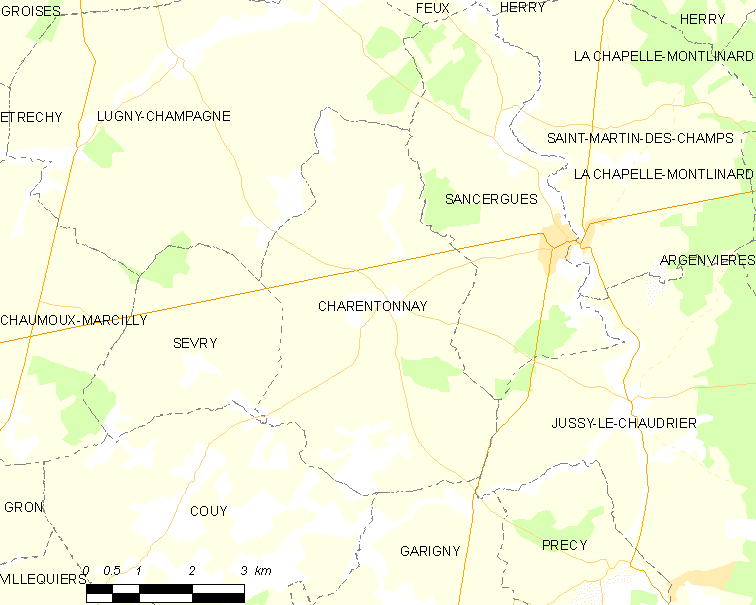
Карта коммуны

Коммуна расположена приблизительно в 195 км к югу от Парижа, в 115 км юго-восточнее Орлеана, в 37 км к востоку от Буржа.
Шарантонне расположена на паломническом маршруте, известном как Путь Святого Иакова.

## Население
Население коммуны на 2008 год составляло 326 человек.
| 1962 | 1968 | 1975 | 1982 | 1990 | 1999 | 2008 |
| ---- | ---- | ---- | ---- | ---- | ---- | ---- |
| 366  | 381  | 313  | 317  | 329  | 314  | 326  |

## Экономика
В 2007 году среди 204 человек в трудоспособном возрасте (15-64 лет) 148 были экономически активными, 56 — неактивными (показатель активности — 72,5 %, в 1999 году было 65,0 %). Из 148 активных работали 132 человека (72 мужчины и 60 женщин), безработных было 16 (9 мужчин и 7 женщин). Среди 56 неактивных 15 человек были учениками или студентами, 25 — пенсионерами, 16 были неактивными по другим причинам.

## Достопримечательности
- Церковь Сен-Пьер (XIV век)
  - Кропильница (XVI век). Высота — 34 см, диаметр — 49 см. Исторический памятник с 1913 года[3]
- Замок XV века